# Зак Галифанакис
Зак Најт Галифанакис (енгл. Zach Knight Galifianakis; Вилксборо, 1. октобар 1969) амерички је глумац и стендап комичар најпознатији по улози Алана Гарнера у филмској трилогији Мамурлук.